# Barbara Reimann
Barbara Reimann, geborene Dollwetzel (* 29. Januar 1920 in Hamburg; † 21. April 2013 in Berlin) war eine Zeitzeugin des politischen Widerstandes gegen den Nationalsozialismus und Überlebende von Gestapohaft und Konzentrationslager.

## Biographie

### Kindheit in einer Arbeiterfamilie
Barbara Dollwetzel beschrieb ihr Leben als das „eines Kindes aus einer ganz normalen Hamburger Arbeiterfamilie“. Ihr Vater Max Dollwetzel war Schlosser und Gewerkschafter seit 1900 und war 1919 Mitbegründer der Hamburger KPD. Ihre Mutter Clara Clasen war Frauenrechtlerin und engagierte sich in der Aufklärung und dem politischen Kampf gegen den Schwangerschaftsabbruchparagraphen §218 sowie in der Roten Hilfe und der Internationalen Arbeiterhilfe. Ihre Brüder Heinrich Dollwetzel und Erich Dollwetzel waren Mitglieder der „Roten Jungfront“ und des „Roten Frontkämpferbundes“. Mit der „Machtübernahme“ durch die Nationalsozialisten war die Familie Repressionen, vor allem durch Hausdurchsuchungen, ausgesetzt. Die Brüder Heinrich und Erich Dollwetzel waren gezwungen, in die Illegalität abzutauchen.

### Widerstand gegen den Nationalsozialismus
Zur gleichen Zeit organisierte sich Bärbel Dollwetzel im Widerstand gegen den Nationalsozialismus und war im Untergrund in einer sozialistischen Jugendorganisation in Hamburg-Harburg aktiv. Sie unterstützte politisch Verfolgte und schrieb Antikriegsbriefe an Soldaten. 1943 gelang es den Verfolgungsbehörden, den Spitzel Alfons Pannek in die Gruppe einzuführen. Die Gruppe wurde im Juni 1943 enttarnt, als einer ihrer Antikriegsbriefe von der Gestapo abgefangen werden konnte.

### Gestapohaft und Konzentrationslager
In Gestapoverhören wurde sie gezwungen, einen Schutzhaftbefehl – mit dem Vermerk „Rückkehr unerwünscht“ – zu unterschreiben. Darin wurde ihr Wehrkraftzersetzung, Vorbereitung zum Hochverrat und das Abhören ausländischer Sender vorgeworfen. Es folgte die Inhaftierung im Polizeigefängnis Fuhlsbüttel bis zum 20. April 1944.
Am 28. April 1944 wurde sie mit ihrer Mutter und ihrer Patentante Emmi Wilde in das Frauenkonzentrationslager Ravensbrück deportiert. Im April 1945 wurden sie von der SS auf den Todesmarsch geschickt und am 3. Mai von US-amerikanischen Soldaten befreit.

### Politische Arbeit nach der Befreiung
Nach ihrer Befreiung wurde sie Mitarbeiterin im „Komitee ehemaliger politischer Gefangener“ in Hamburg. 1946 zog sie nach Ost-Berlin. Dort arbeitete sie in der „Zentralverwaltung für Gesundheitswesen der Sowjetzone“ und im Generalsekretariat der „Vereinigung der Verfolgten des Naziregimes“ (VVN).
Nach einem Richterlehrgang und einem Jurastudium an der Akademie für Staats- und Rechtswissenschaft in Babelsberg wurde sie in der Justiz der DDR tätig.
Ab 1970 lag der Schwerpunkt ihrer Arbeit in ihrer Unterstützung der „Lagergemeinschaft Ravensbrück“. Sie referierte in der Gedenkstätte und an Schulen als Zeitzeugin. Nach fünfjähriger Zusammenarbeit mit den Journalistinnen Franziska Bruder und Heike Kleffner erschien 2000 ihre Biographie aus acht Jahrzehnten Deutschland.